# Пенсионная реформа во Франции (2023)
Пенсионная реформа во Франции 2023 года — реформа французской пенсионной системы, предполагающая повышение пенсионного возраста в стране с 62 до 64 лет.
Намерение правительства осуществить данную реформу вызвало массовые протесты французских граждан. Похожую по содержанию реформу власти пытались инициировать в конце 2019 года, но из-за разразившейся пандемии планы тогда были приостановлены.
11 марта 2023 года Сенат принял законопроект 195 голосами против 112, за него проголосовали республиканцы и партия Возрождение.
16 марта 2023 года правительство Элизабет Борн, опасаясь, что законопроект не получит достаточной парламентской поддержки для принятия в Национальном собрании, применило статью 49 Конституции Франции, взяв на себя ответственность за принятие законопроекта. Эта специальная процедура позволяет автоматически считать законопроект принятым, если в течение 24 часов не будет вынесен вотум недоверия, и в этом случае законопроект считается принятым только после отклонения указанного предложения.
14 апреля 2023 года президент Франции Э. Макрон подписал закон о пенсионной реформе, несмотря на принимавшие угрожающий масштаб протесты.